# 五一区 (比什凯克)
五一区位于吉尔吉斯斯坦北部，是首都比什凯克的一个区。 2009年人口为171467人。它涵盖了城市的市中心和西北部。

## 人口统计

### 民族构成
根据2009年人口普查，五一区的族裔组成（居住人口）为：
| 民族       | 比例  |
| ---------- | ----- |
| 柯尔克孜族 | 70.2% |
| 俄羅斯人   | 20.5% |
| 朝鲜族     | 1.8%  |
| 鞑靼人     | 1.2%  |
| 乌孜别克族 | 1.2%  |
| 哈薩克族   | 1.0%  |
| 乌克兰族   | 0.9%  |
| 其他民族   | 3.2%  |